# 长崎大学医疗技术短期大学部
长崎大学医疗技术短期大学部（日语：／ Nagasaki Daigaku Iryōgijutsu Tanki Daigaku *），简称医短，是过去一所位于日本长崎县长崎市的国立短期大学。

## 概要

### 简介
- 国立短期大学在日本之一、学校最早可以追溯到1903年[1]。短期大学为于1985年开办、招生到2001年、停办于2005年[2]。为男女同校。

### 历史
- 1985年 长崎大学医疗技术短期大学部成立并同时设置三个学科、以下列举。
  - 护理学科
  - 物理治疗学科[注 2]
  - 职能治疗学科[注 3]
- 1987年 助产学特別专攻成立于专科[1]。
- 2001年 招生最后、次年停止招生（正式停办于2005年3月31日[2]）。

## 学校环境
- 校区：在了长崎县长崎市[注 1]

## 历任校长
- 保田正人：第一代短期大学校长[3]。

## 组织

### 学科
- 护理学科
- 物理治疗学科[注 2]
- 职能治疗学科[注 3]

### 专科
| - 助产学特別专攻 |

### 业余课程
| - 没有 |

## 相关链接
- 日本短期大学列表
- 长崎大学商科短期大学部